# Торпедо (Плевен)
„Торпедо“ е бивш футболен клуб в Плевен от системата на Доброволна спортна организация „Торпедо“.
Основният екип на отбора е от малиненочервени фланелки и черни гащета.

## История
Основан е през 1949 г. Класира се на 8-мо място в А група през 1950 г. През следващата година завършва на 11-то място и отпада от А група. Играе 2 години в Б група и се връща в елита през 1954 г. Независимо че постигат победи срещу „Левски“ (София), „Локомотив“ (Пловдив) и силния тогава отбор на „Завод 12“ (София), торпедовци завършват на 13-то място и отборът пак отпада в Б група. Клубът се влива в ДФС „Спартак“ (Плевен) през 1957 г.

## Успехи
- 8 място в А група през 1950 г.
- 11 място в А група през 1951 г.
- 13 място в А група през 1954 г.
- Осминафиналист за купата на страната през 1950 и 1951 г.
- 1 място в Северозападната Б група през 1953 г.
- 5 място в Б група през 1955 г.
- 8 място в Б група през 1952 и 1956 г.

## Известни футболисти
- Михаил Константинов
- Георги Берков
- Георги Бъчваров